# Denis Payot
Denis Payot (Ginevra, 9 luglio 1942 – Ginevra, 14 settembre 1990) è stato un avvocato svizzero il cui studio legale si è occupato di numerosi casi di terrorismo durante gli anni settanta, fungendo da intermediario in casi di sequestri per rivendicazioni politiche e rappresentando i terroristi tedeschi della Rote Armee Fraktion (RAF) in numerosi processi.

## Casi patrocinati

### Rapimento Schleyer
Il 9 settembre 1977 ha il mandato di mediatore ufficiale durante le trattative infruttose per la liberazione del capo degli industriali tedeschi Hanns-Martin Schleyer, per conto del governo della Repubblica Federale Tedesca e su incarico della stessa organizzazione RAF organizzatrice del sequestro, che terminerà con l'uccisione dell'ostaggio. Nel corso della vicenda il suo ufficio diramerà due comunicati da parte dei sequestratori, di cui il secondo è un ultimatum al governo di Bonn per la liberazione di undici militanti della RAF detenuti nelle carceri tedesche e di due palestinesi rinchiusi nelle carceri turche.

### Caso Aldo Moro
Ci fu suo coinvolgimento, cercato da Sereno Freato, persona vicina ad Aldo Moro, per tentare di iniziare una trattativa con le Brigate Rosse per la liberazione dello statista. L'avvocato venne in Italia, e si incontrò con Eleonora Moro, ma il suo coinvolgimento fu bloccato su richiesta del ministro degli interni Francesco Cossiga, che si rivolse direttamente al dipartimento della giustizia svizzero per chiedere che l'avvocato Payot ne restasse fuori, onde evitare pasticci pericolosi.